# Первая англо-маратхская война
Первая англо-маратхская война (1775—1782) — первая из серии войн между Британской Ост-Индской компанией и Маратхской конфедерацией.

## Предыстория
В 1772 году в Маратхской конфедерации умер пешва Мадхав-рао I, что привело к запутанной борьбе за престол. Основную роль в этой борьбе играл двор пешв (дарбар) в Пуне и крупнейшие маратхские княжества Индаур и Гвалиор. Один из претендентов — Рагхунатх-рао — подписал 6 марта 1775 года Суратский договор с британцами в Бомбее, в соответствии с которым обещал отдать им остров Салсет и порт Бассейн (перешедшие к маратхам бывшие португальские анклавы, которых британцы давно домогались) в обмен на помощь в захвате престола в Пуне.

## Ход войны
Британцы выставили контингент в 2500 человек. Объединённая англо-маратхская армия вошла в Гуджарат и одержала несколько побед, пока не была остановлена порицанием из Калькутты — главного города Ост-Индской компании. Отрядам из Бомбея приказали вернуться в лагерь, а британский посол отправился в Пуну на переговоры с советом регентов при пешве. Он согласился отказаться от поддержки Рагхунатх-рао в обмен на компенсацию и уступку Салсета.
Так как британские условия приняты не были, то в 1778 году в Бомбее была собрана армия в 4000 человек, вновь пришедшая на помощь Рагхунатх-рао. На этот раз британская армия была наголову разбита в Западных Гатах на подступах к Пуне в начале 1779 года возле местечка Вадгаон. Согласно подписанному на месте разгрома договору, британцы обязались оставить все территории, полученные Бомбейским президентством начиная с 1773 года.
Генерал-губернатор Уоррен Гастингс отверг условия Вадгаонского соглашения, и отправил войска из Бенгалии в Гуджарат по суше. Маратхи были разбиты при Ахмадабаде и Бассейне, но в 1781 году им удалось отбросить британцев, двигавшихся через Гхаты к Пуне.
Параллельно шла вторая англо-майсурская война, складывавшаяся на тот момент неудачно для британцев. Встревоженный майсурскими успехами маратхский командующий Махададжи Шинде предложил переговоры, на которые британцы предпочли согласиться.

## Итоги и последствия
После долгих переговоров между британцами и маратхами, 17 мая 1782 года был подписан Салбайский договор, по условиям которого британцы получали остров Салсет, но взамен этого обязались выплачивать пенсион своему протеже Рагхунатх-рао, отказывающемуся от претензий на трон. Маратхи получали свободу рук в отношении Майсура.